# Magnolia thailandica
Magnolia thailandica är en magnoliaväxtart som beskrevs av Hans Peter Nooteboom och Chalermglin. Magnolia thailandica ingår i släktet Magnolia och familjen magnoliaväxter. Inga underarter finns listade i Catalogue of Life.